# Cecília Maria Vieira Helm
Cecilia Maria Vieira Helm (Curitiba, 16 de novembro de 1937) é uma antropóloga brasileira, especialista em etnologia indígena.

## Vida
Cecília Helm é filha de Irmina Carneiro Vieira, professora primária, e José Rodrigues Vieira Netto, professor de Direito Civil da Universidade Federal do Paraná e ex-presidente da OAB/Seccional do Paraná. Casou-se com Edison Helm, publicitário, com quem teve três filhas.
Helm graduou-se em Ciências Sociais pela Universidade Federal do Paraná e cursou especialização em Antropologia Social na Universidade Federal do Rio de Janeiro, em 1962. Também realizou pós doutorado em CIESAS, INAH na Cidade do México.
Professora titular aposentada da UFPR, Helm foi docente do Departamento de Antropologia, assumindo, por concurso, vaga deixada por Loureiro Fernandes. Atuou no Programa de Pós-Graduação em Antropologia Social da UFPR. Tem realizado pesquisa sobre relações interétnicas entre índios e não índios no Sul do Brasil, sobre povos indígenas e projetos hidrelétricos no Paraná e se especializou na elaboração de laudos periciais antropológicos sobre disputas de terras indígenas.

## Realizações
Helm publicou diversas obras, e capítulos de obras, sobre povos indígenas e usinas hidroelétricas. Publicou igualmente laudos periciais antropológicos sobre os Kaingang e os Guarani, nomeadamente a respeito de disputas de terras indígenas.
Em maio de 2011, Helm tomou posse na Academia Paranaense de Letras, sendo a quarta ocupante da cadeira de número 39.

## Escritos

### Livros e Coletâneas
- Laudo antropológico: disputa de terra na reserva indígena Mangueirianha, PR. Curitiba: Editora da UFPR- prelo, 2007. 170p.
- Laudo Antropológico: Povos Indígenas da Bacia do Rio Tibagi -Kaingang e Guarani - e os Projetos da Usinas Hidrelétricas Cebolão e São Jerônimo. Curitiba: SENMAM/COPEL, 1999. v. 1. 74p.
- Kaingang e Guarani das Terras da Bacia do Rio Tibagi: Usinas Hidrelétricas e seus Impactos. Curitiba: Edição do autor, 1999. v. 1. 49p.
- A Implantação de Usinas Hidrelétricas e os Indígenas no Sul do Brasil. Curitiba: Instituto Ambiental do Paraná, 1998. v. 1. 119p.
- A Perícia Antropológica em Processos Judiciais. Florianópolis: UFSC, 1994. 146p.
- Hidrelétrica e Reassentamento de Populações: Aspectos Sócio-Culturais. Curitiba: GTZ/PIAB, 1993. 90p.[9]